# Desa Wargasara
Desa Wargasara är en administrativ by i Indonesien.   Den ligger i provinsen Banten, i den västra delen av landet, 80 km nordväst om huvudstaden Jakarta. Desa Wargasara ligger på ön Pulau Tunda.